# Barndommens land
"Barndommens land" er en tekst skrevet af Benny Andersen i 1981. Det var med på albummet Oven visse vande. Melodien/musikken lavede Benny Andersen i samarbejde med Povl Dissing.
| Musik | Spire Denne musikartikel er en spire som bør udbygges. Du er velkommen til at hjælpe Wikipedia ved at udvide den. |